# Силва, Педро Энрике да
Пе́дро Энри́ке Конзен Медина да Си́лва (порт.-браз. Pedro Henrique Konzen Medina da Silva; 16 июня 1990, Санта-Крус-ду-Сул, штат Риу-Гранди-ду-Сул, Бразилия) — бразильский футболист, полузащитник клуба «Сеара».

## Биография
Футбольную карьеру начал в 2009 году в составе бразильского клуба «Авенида» из города Санта-Крус-ду-Сул. В 2010 году подписал контракт с клубом СЭР Кашиас.
В 2012 году перешёл в швейцарский «Цюрих», где стал обладателем Кубка Швейцарии. Для Педро это стал первый командный трофей.
В 2014 году перешёл во французский «Ренн».
С 2016 года по нынешнее время выступает за греческий клуб ПАОК.
В 2017—2018 годах на правах аренды выступал за азербайджанский «Карабах».
В 2018 году был арендован казахстанским клубом «Астана», где стал чемпионом Казахстана.

## Достижения
«Цюрих»
- Обладатель Кубка Швейцарии: 2013/14

«ПАОК»
- Обладатель Кубка Греции: 2016/17, 2018/19
- Чемпион Греции: 2018/19

«Карабах»
- Чемпион Азербайджана: 2017/18

«Астана»
- Чемпион Казахстана: 2018